# 水城站
水城站是位于贵州省六盘水市钟山区场坝的一个铁路车站，邮政编码553000。车站建于1966年，有沪昆铁路六盘水枢纽直通主轴线（客线）和安六铁路经过该站，车站及其上下行区间均已电气化。车站隶属成都铁路局六盘水车务段，是二等站工业站，曾经办理客运业务，后全部改至六盘水站到发；现仅办理专用线、专用铁路货运业务，主要到发品为水泥。站内设有通往水城瑞安水泥、中央储备粮六盘水直属库、中铁二十三局集团第八工程有限公司水城分公司和首钢水城钢铁的专用线。
车站原设有到发线7条（含正线2条）和调车线9条，站场南侧设有一座面积1067平方米、可容纳600名旅客集结的站房一座。安六铁路正线在本站出岔。2020年5月车站建成水城客车场，设有2条正线和2条到发线，并预留客运设施。